# Leuchtturm Staberhuk
Der Leuchtturm Staberhuk steht im Südosten der Insel Fehmarn, wenige Kilometer östlich der Fehmarnsundbrücke. Zusammen mit dem Leuchtturm Flügge markiert er den Fahrweg im Fehmarnsund.

## Beschreibung
1903 begann man mit den Arbeiten für den stämmigen Turm, der aus gelben Backsteinen gemauert ist und eine rote Laterne trägt. Neben dem Turm wurde auch aus gelben Steinen ein Wärterhaus errichtet. Die massive Bauweise des Turmes war wegen der geplanten technischen Ausstattung notwendig: Nach seiner Fertigstellung trug er die gusseiserne Laterne des alten Leuchtturmes von Helgoland. Die Konstruktion ist 2,5 m hoch, sie wurde von Helgoland nach Fehmarn geschafft und auf dem Turm montiert.
Im Laufe der Zeit griff die Witterung besonders stark die Westseite des Turmes an. Auf dieser Seite wurden die gelben Backsteine gegen rote Ziegel ausgetauscht. Diese Charakteristik ist weltweit einmalig.

## Nautik
Das Leuchtfeuer Staberhuk gehört in den Verantwortungsbereich des Wasserstraßen- und Schifffahrtsamtes Ostsee und wird von der Verkehrszentrale in Travemünde fernüberwacht. Durch eine Umlaufblende wird die Kennung Ubr. Grp. 2 weiß und grün = (1) + 3 +(1) + 11 = 16 s erzeugt.

## Technik
Der Turm ist mit der Original-Gürtellinse (Baujahr 1870) des Englischen Leuchtturms auf Helgoland ausgestattet, der 1902 abgebaut wurde. Sie hat eine Höhe von 2,41 m und eine Brennweite von 925 mm. Eingesetzt ist eine HQJ-T-400-W-Halogenentladungslampe, die eine Helligkeit von 115680 cd erzeugt und eine Nenntragweite von ca. 19 sm hat. Bei Netzausfall steht ein Notstromaggregat zur Verfügung.

## Sonstiges
Ernst Ludwig Kirchner bildete den Leuchtturm bei seinen Aufenthalten auf Fehmarn ab.

## Ansichten

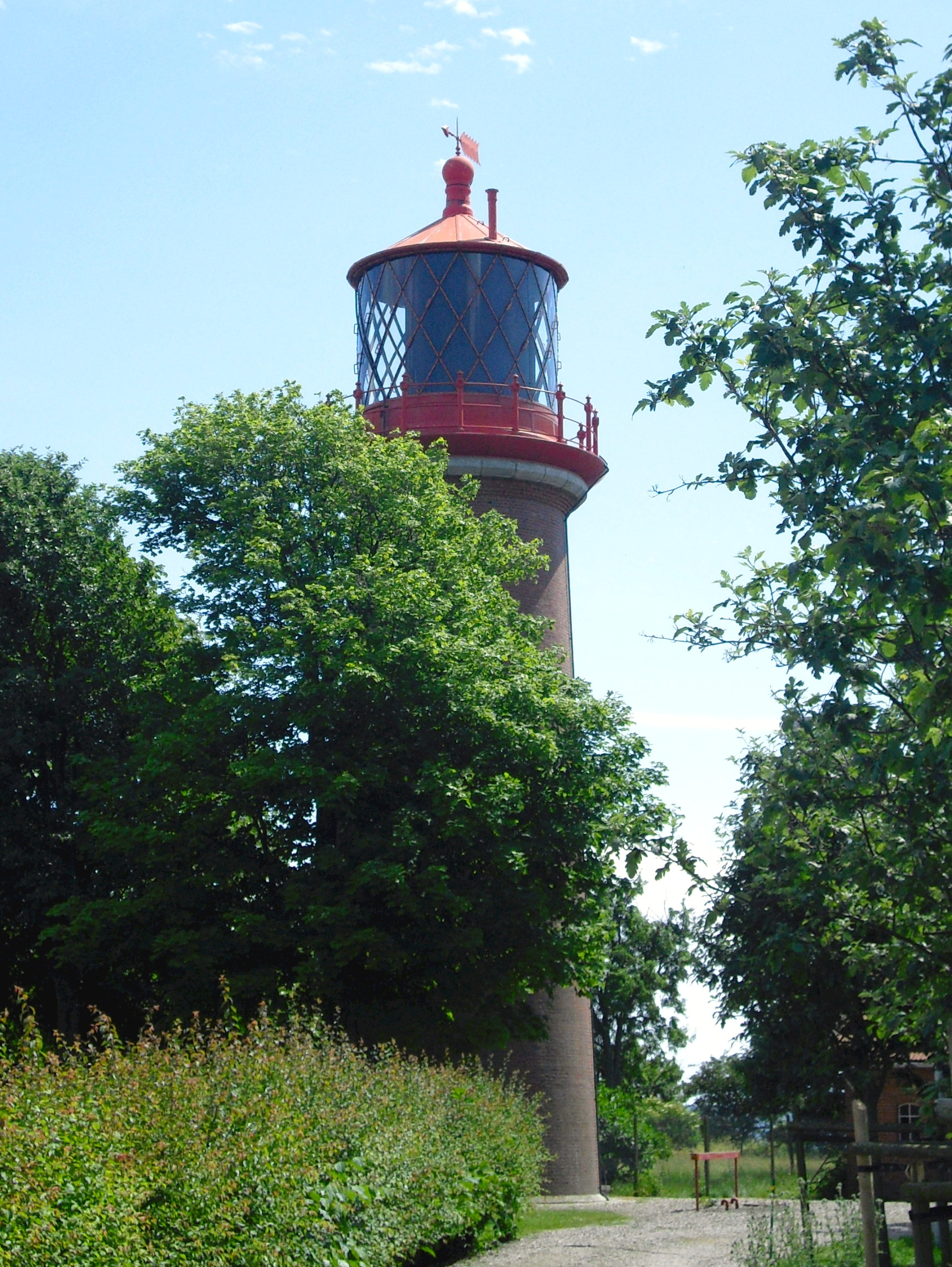
Ansicht von der Straße
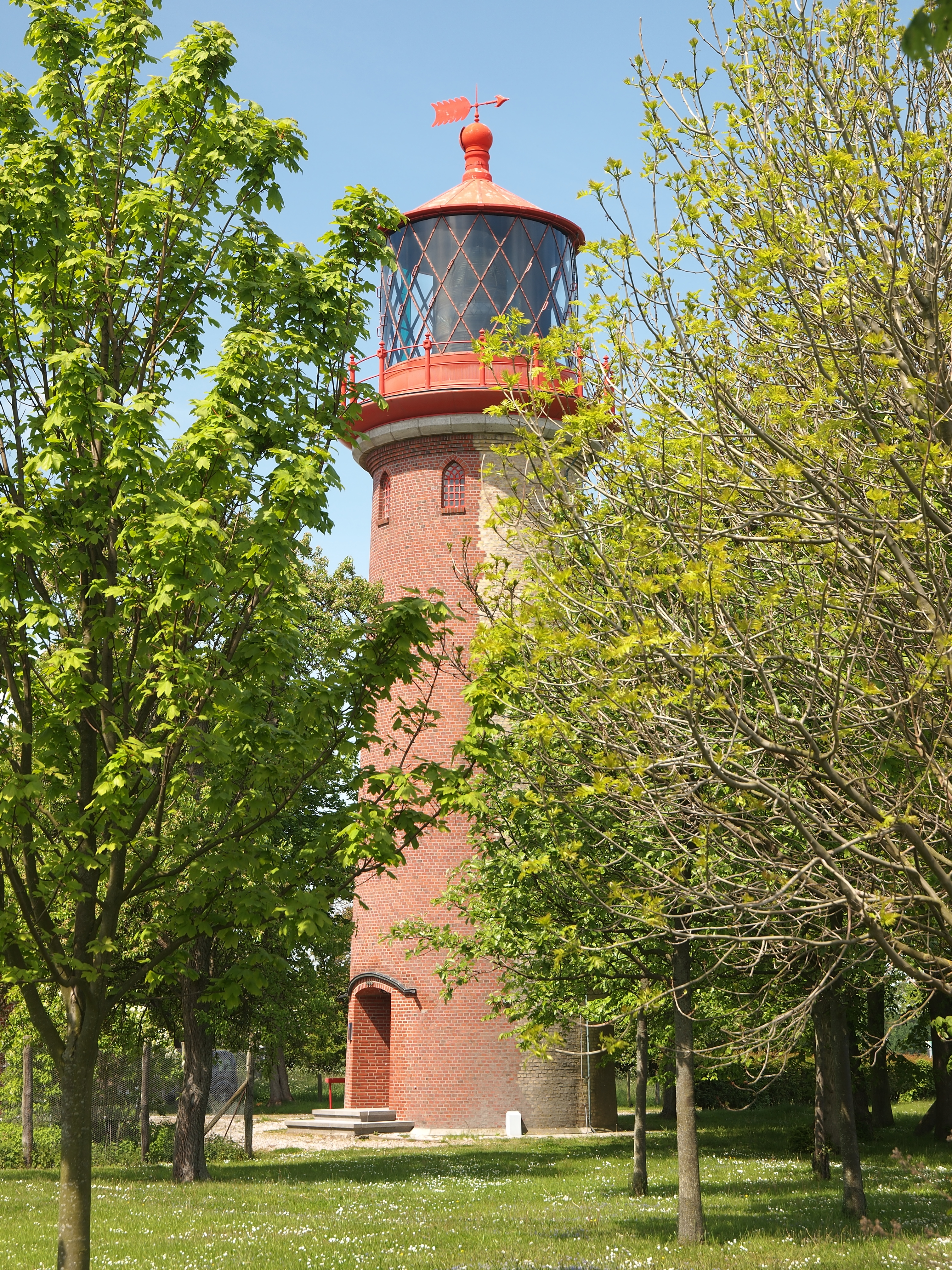
Ansicht vom Hof
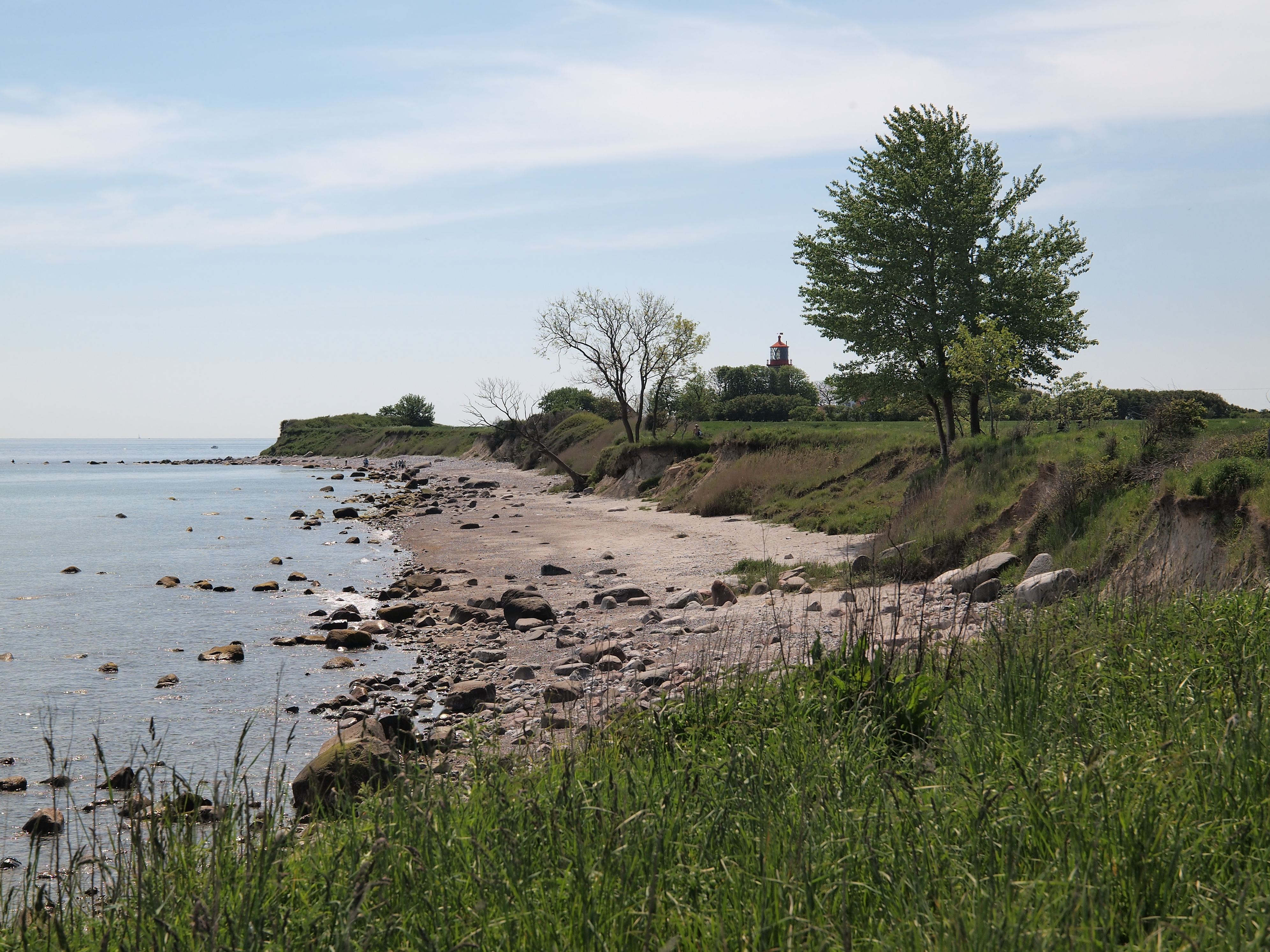
… und von der Küste
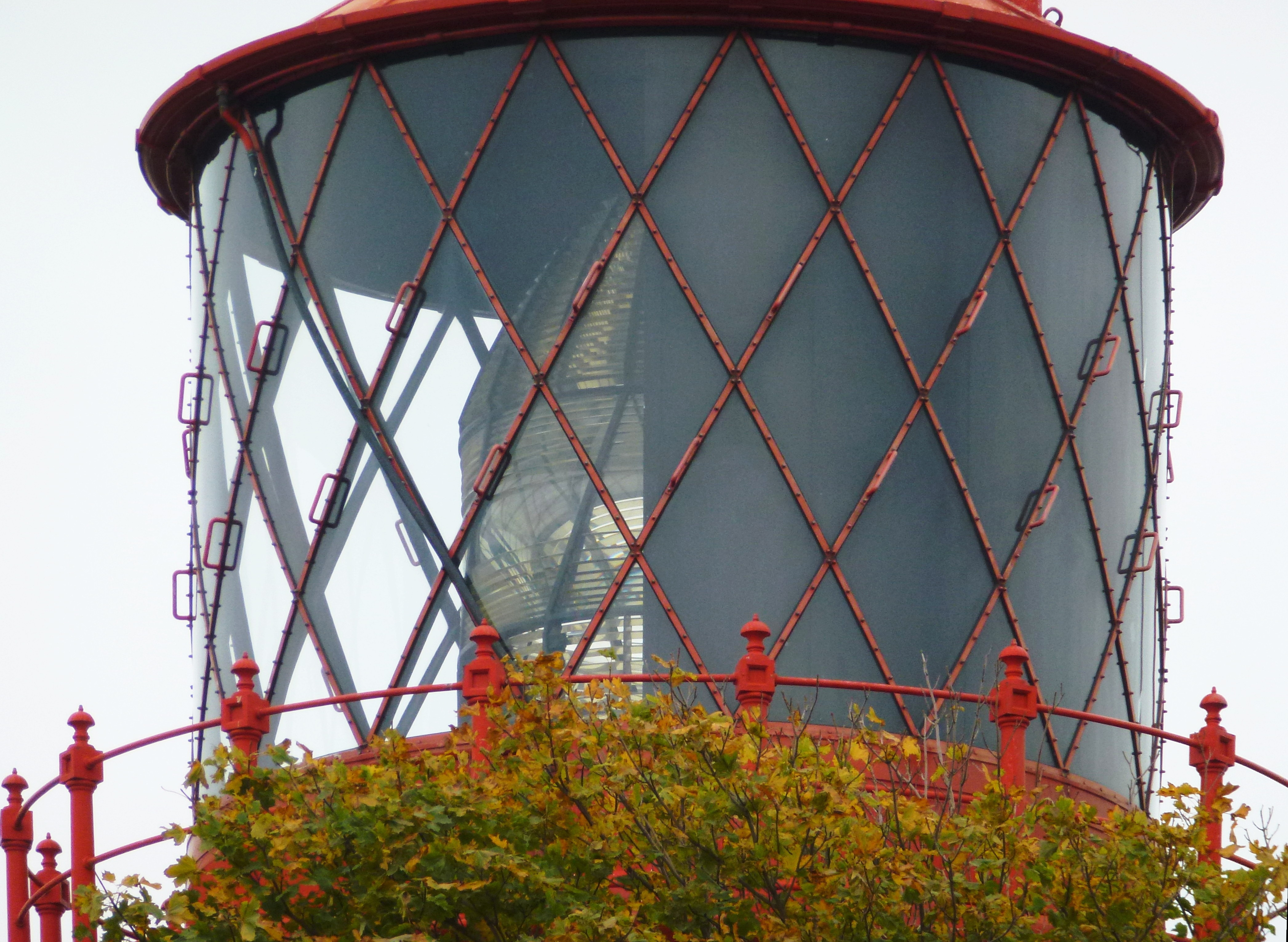
Die Laterne
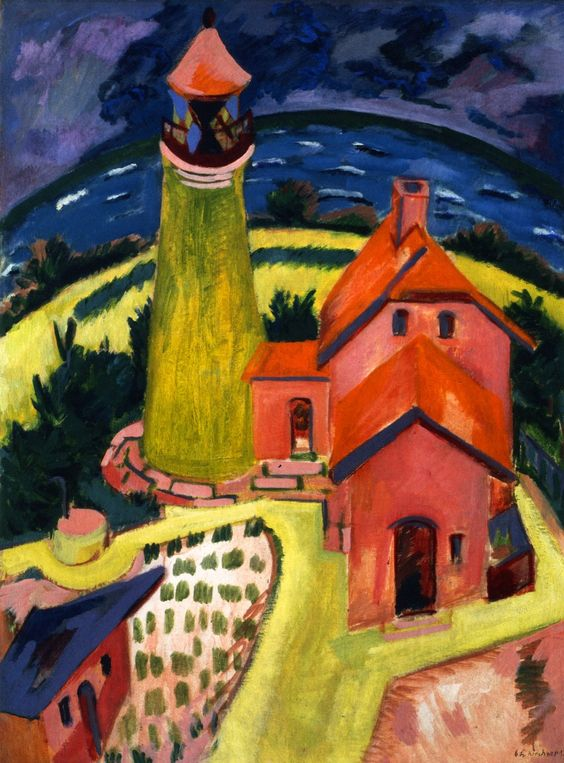
Ernst Ludwig Kirchner: Leuchtturm Staberhuk, 1912, Carnegie Museum of Art, Pittsburgh